# Kurt Thomas

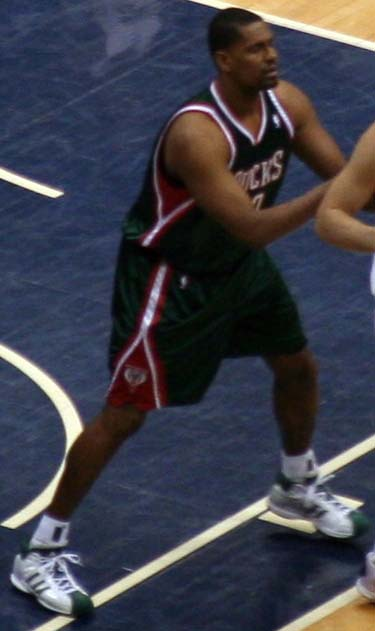
Kurt Thomas, con la camiseta de los Bucks.

Kurt Vincent Thomas (Dallas, Texas, 4 de octubre de 1972) es un exjugador estadounidense profesional de baloncesto disputó 18 temporadas en la NBA. Su posición era la de ala-pívot.

## Trayectoria deportiva
En febrero de 2008 fue traspasado de Seattle Supersonics a San Antonio Spurs a cambio de Brent Barry y Francisco Elson.
El 23 de junio de 2009, Thomas fue traspasado a Milwaukee Bucks junto con Bruce Bowen y Fabricio Oberto a cambio de Richard Jefferson. El 22 de julio de 2010 fichó por Chicago Bulls.
El 15 de julio de 2012 fue traspasado junto con Raymond Felton a los New York Knicks a cambio de Jared Jeffries, Dan Gadzuric, los derechos de Georgios Printezis y Kostas Papanikolaou y una elección de segunda ronda del draft de 2016.
El 12 de abril de 2013 fue despedido por los Knicks.

## Estadísticas

### Temporada regular
| Año     | Equipo      | PJ   | PT  | MPP  | %TC  | %3P   | %TL   | RPP  | APP | ROB | TPP | PPP  |
| ------- | ----------- | ---- | --- | ---- | ---- | ----- | ----- | ---- | --- | --- | --- | ---- |
| 1995–96 | Miami       | 74   | 42  | 22.4 | .501 | .000  | .663  | 5.9  | .6  | .6  | .5  | 9.0  |
| 1996–97 | Miami       | 18   | 9   | 20.8 | .371 | .000  | .761  | 5.9  | .5  | .7  | .5  | 6.3  |
| 1997–98 | Dallas      | 5    | 0   | 14.6 | .378 | .000  | 1.000 | 4.8  | .6  | .2  | .0  | 7.4  |
| 1998–99 | New York    | 50   | 44  | 23.6 | .462 | .000  | .611  | 5.7  | 1.1 | .9  | .3  | 8.1  |
| 1999–00 | New York    | 80   | 21  | 24.6 | .505 | .333  | .781  | 6.3  | 1.0 | .6  | .5  | 8.0  |
| 2000–01 | New York    | 77   | 29  | 27.6 | .511 | .333  | .814  | 6.7  | .8  | .8  | .9  | 10.4 |
| 2001–02 | New York    | 82   | 82  | 33.8 | .494 | .167  | .815  | 9.1  | 1.1 | .9  | 1.0 | 13.9 |
| 2002–03 | New York    | 81   | 81  | 31.8 | .483 | .667  | .750  | 7.9  | 2.0 | 1.0 | 1.2 | 14.0 |
| 2003–04 | New York    | 80   | 75  | 31.9 | .473 | .000  | .835  | 8.3  | 1.9 | .7  | 1.0 | 11.1 |
| 2004–05 | New York    | 80   | 80  | 35.7 | .471 | .500  | .786  | 10.4 | 2.0 | .9  | 1.0 | 11.5 |
| 2005–06 | Phoenix     | 53   | 50  | 26.6 | .486 | .000  | .815  | 7.8  | 1.1 | .4  | 1.0 | 8.6  |
| 2006–07 | Phoenix     | 67   | 13  | 18.0 | .486 | .000  | .789  | 5.7  | .4  | .4  | .4  | 4.6  |
| 2007–08 | Seattle     | 42   | 39  | 25.2 | .513 | .000  | .696  | 8.8  | 1.3 | .8  | 1.0 | 7.5  |
| 2007–08 | San Antonio | 28   | 9   | 18.7 | .448 | .000  | .583  | 4.9  | .5  | .8  | .5  | 4.5  |
| 2008–09 | San Antonio | 79   | 10  | 17.8 | .503 | .000  | .822  | 5.1  | .8  | .4  | .7  | 4.3  |
| 2009–10 | Milwaukee   | 70   | 9   | 15.0 | .476 | .000  | .800  | 4.2  | .7  | .4  | .7  | 3.0  |
| 2010-11 | Chicago     | 52   | 37  | 22.7 | .511 | 1.000 | .630  | 5.8  | 1.2 | .6  | .8  | 4.1  |
| 2011-12 | Portland    | 53   | 3   | 15.2 | .465 | .000  | .700  | 3.5  | .9  | .4  | .6  | 3.0  |
| 2012-13 | New York    | 39   | 17  | 10.1 | .542 | 1.000 | .462  | 2.3  | .5  | .3  | .4  | 2.5  |
| Total   |             | 1110 | 650 | 24.5 | .486 | .281  | .760  | 6.6  | 1.1 | .7  | .8  | 8.1  |

### Playoffs
| Año     | Equipo      | PJ | PT | MPP  | %TC  | %3P  | %TL   | RPP  | APP | ROB | TPP | PPP  |
| ------- | ----------- | -- | -- | ---- | ---- | ---- | ----- | ---- | --- | --- | --- | ---- |
| 1995–96 | Miami       | 3  | 3  | 20.0 | .400 | .000 | 1.000 | 5.3  | 1.0 | .7  | .3  | 4.0  |
| 1998–99 | New York    | 20 | 12 | 21.0 | .381 | .000 | .696  | 5.5  | .4  | .8  | .6  | 5.3  |
| 1999–00 | New York    | 16 | 0  | 15.7 | .508 | .000 | .700  | 3.1  | .3  | .2  | .4  | 4.3  |
| 2000–01 | New York    | 5  | 5  | 37.2 | .532 | .000 | .710  | 11.2 | 1.8 | .4  | 1.0 | 14.4 |
| 2003–04 | New York    | 4  | 4  | 34.8 | .429 | .000 | .750  | 11.5 | 1.5 | 1.8 | .8  | 12.8 |
| 2005–06 | Phoenix     | 1  | 0  | 6.0  | .000 | .000 | .500  | 1.0  | .0  | .0  | .0  | 1.0  |
| 2006–07 | Phoenix     | 11 | 5  | 19.3 | .523 | .000 | .882  | 4.9  | 1.1 | .6  | .8  | 7.5  |
| 2007–08 | San Antonio | 17 | 8  | 15.8 | .457 | .000 | .714  | 4.9  | .4  | .1  | .3  | 4.1  |
| 2008–09 | San Antonio | 5  | 0  | 16.0 | .455 | .000 | .750  | 4.6  | .4  | .2  | .4  | 2.6  |
| 2009–10 | Milwaukee   | 7  | 7  | 28.4 | .486 | .000 | .800  | 7.9  | 1.6 | .4  | .6  | 5.4  |
| 2010–11 | Chicago     | 7  | 0  | 10.6 | .556 | .000 | .000  | 2.7  | .4  | .1  | .4  | 2.9  |
| Total   |             | 96 | 44 | 19.7 | .463 | .000 | .748  | 5.4  | .7  | .4  | .5  | 5.6  |